# Metabelba propinqua
Metabelba propinqua är en kvalsterart som först beskrevs av Sellnick 1943.  Metabelba propinqua ingår i släktet Metabelba och familjen Damaeidae. Inga underarter finns listade i Catalogue of Life.